# ميان روداب (كيسكان)
میان روداب (بالفارسية: میان روداب) هي قرية تقع في إيران في قسم كيسكان الريفي. يقدر عدد سكانها بـ 143 نسمة بحسب إحصاء 2016.